# Station Auffay
Station Auffay is een spoorwegstation in Auffay in de Franse gemeente Val-de-Scie.